# Dasylophia
Dasylophia là một chi bướm đêm thuộc họ Notodontidae.

## Các loài
- Dasylophia anguina  (J. E. Smith, 1797)
- Dasylophia thyariroides  (Walker, 1862)
- Dasylophia seriata  (Druce, 1887)
- Dasylophia lucia Schaus, 1901
- Dasylophia lupia  (Druce, 1887)